# 双対位相
函数解析学および関連する数学の分野において、双対位相（そうついいそう、英: dual topology）とは、ある双対組上の局所凸位相である。ここで双対組とは、双線型形式を伴う二つのベクトル空間であるため、一つのベクトル空間はもう一つの空間の連続双対となる。
与えられた双対組に対する異なる双対位相は、マッキー＝アレンスの定理によって特徴付けられる。連続双対を伴う全ての局所凸位相は、明らかに双対組であり、局所凸位相は双対位相である。
いくつかの位相的性質は、双対組にのみ依存し、選ばれた双対位相には依存しない。したがって、ある簡単な双対位相よりもより複雑な双対位相を代用することもしばしば可能となる。

## 定義
与えられた双対組 {\displaystyle (X,Y,\langle ,\rangle )} に対し、{\displaystyle X} 上の双対位相は局所凸位相 {\displaystyle \tau } である。したがって、
{\displaystyle (X,\tau )'\simeq Y}
となる。ここで {\displaystyle (X,\tau )'} は {\displaystyle (X,\tau )} の連続双対を表し、{\displaystyle (X,\tau )'\simeq Y} は線型同型
{\displaystyle \Psi :Y\to (X,\tau )',\quad y\mapsto (x\mapsto \langle x,y\rangle )}
の存在を意味する（ある {\displaystyle y} に対する線型汎函数 {\displaystyle x\mapsto \langle x,y\rangle } は {\displaystyle X} 上で連続ではないので、{\displaystyle X} 上の局所凸位相 {\displaystyle \tau } が双対位相でないなら、{\displaystyle \Psi } は全射でないか、ill-defined である）。

## 性質
- 定理（マッキー（英語版）による）： 双対組が与えられたとき、任意の双対位相の下での有界集合は等しい。

- 任意の双対位相の下で同一の集合は、樽型である。

## 双対位相の特徴付け
ジョージ・マッキーとリチャード・アレンスの名にちなむマッキー＝アレンスの定理は、局所凸空間上のすべての双対位相を特徴付けるものである。
この定理では、最も粗い双対位相は弱位相、すなわち {\displaystyle X'} のすべての有界部分集合上の一様収束位相であることと、最も細かい位相はマッキー位相、すなわち {\displaystyle X'} のすべての弱コンパクト部分集合上の一様収束位相であることが示されている。

### マッキー＝アレンスの定理
{\displaystyle X} を局所凸空間、{\displaystyle X'} をその連続双対とするある双対組 {\displaystyle (X,X')} が与えられているとき、{\displaystyle \tau } が {\displaystyle X} 上の双対位相であるための必要十分条件は、それが {\displaystyle X'} の絶対凸かつ弱コンパクトな部分集合の族の上の一様収束位相であることである。